# Chiến dịch Tết 1969
Chiến dịch Tết 1969 là một loạt các cuộc tấn công của Quân Giải phóng miền Nam Việt Nam nhằm vào các lực lượng Hoa Kỳ tại Nam Việt Nam vào dịp Tết Nguyên Đán năm 1969. Cũng như chiến dịch diễn ra vào Tết Nguyên Đán năm trước đó, mục đích của các cuộc tấn công này là để đáp trả Chiến dịch Phụng Hoàng của Hoa Kỳ và Việt Nam Cộng hòa cũng như gây sức ép trên bàn đàm phán Hội nghị Paris. Cuộc tấn công bắt đầu vào ngày 22 tháng 2 năm 1969, nhằm vào hàng loạt các thành phố và căn cứ quân sự, nhưng chiến sự chủ yếu diễn ra quanh Sài Gòn. Mặc dù phải nhanh chóng rút lui sau bị đối phương phản công, nhưng Quân Giải phóng miền Nam Việt Nam đã kịp gây thương vong khá nặng nề đối với phía Hoa Kỳ. Đã có 1.140 lính Mỹ bị thiệt mạng trong đợt tấn công này.